# Илија Ставрић
Илија Ставрић (Градачац, Босна, 1840 - Призрен, 20. фебруар 1879) је био српски професор, националани радник, уредник листа Призрен.
По завршетку београдске Богословије, отишао је у Кијев, где је студирао на Кијевској духовној академији. Године 1866. долази у Призрен, где најпре ради као у тамошњој основној школи, да би потом по отварању Богословије био постављен за наставника у тој школи. Године 1873, постављен је за управитеља Богословије. Од 1871. до 1875. године, био је уредник српског дела текста за лист „Призрен”